# Unstone
Unstone är en civil parish i Storbritannien.   Den ligger i distriktet North East Derbyshire i grevskapet Derbyshire i riksdelen England, i den sydöstra delen av landet, 220 km norr om huvudstaden London.